# Marckrain

Karte des Weinbaugebiets Elsass und Grand-Cru-Einzellagen. Diese sind als rote Punkte eingezeichnet.

Der Marckrain ist eine Weinlage im Elsass. Seit dem 17. Dezember 1992 ist die Lage Marckrain Teil der Appellation Alsace Grand Cru und gehört damit zu den 51 potentiell besten Lagen des Elsass. Insgesamt wurden 53,35 Hektar Rebfläche in den Gemeinden Bennwihr und Sigolsheim zugelassen. Die Elsässer Weinstraße führt von Bennwihr kommend links am Marckrain entlang. Kurz vorher berührte die Route die Lagen Sporen, Sonnenglanz und Mandelberg. In Richtung Kaysersberg liegen die Weinlagen Mambourg, Furstentum und Schlossberg.

## Lage
Die Lage befindet sich auf dem Gebiet der Gemeinden Bennwihr und Sigolsheim, nur ca. 7 km nordwestlich von Colmar entfernt. Das Gebiet befindet sich in einer Hügelzone, die den Vogesen vorgelagert ist und vom Unterberg bis zur Departementsstrasse D1b abfällt. Der Marckrain liegt in östlicher Exposition auf einer Höhe von 204 bis 325 m ü. NN. Durch die Hanglage wird die Gefahr von Frostschäden nach dem Austrieb der Reben im Frühjahr minimiert, weil in den Nächten entstehende Kaltluft nicht über den Weinbergen liegen bleibt, sondern zur Ebene hin abgleiten kann. Die Vogesen im Westen bewahren das in seinem Lee gelegene Weinbaugebiet bei Südwest- oder Westwetterlagen vor zu viel Niederschlag. Daraus resultiert eine für die nördliche Lage überdurchschnittlich lange Sonnenscheindauer.
Der Boden besteht aus Kalk und Mergel mit vorherrschenden oolithischen Kalkbrocken und Zwischenschichten aus Mergelgestein. Im unteren Bereich der Lage besteht der Boden teilweise aus Löss.

## Rebsorten
Die Lage und die Bodenqualität begünstigen den Anbau von Gewürztraminer. Prinzipiell dürfen auch die Rebsorten Riesling, Pinot Gris und Muscat d’Alsace (also Muskat Ottonel und Muscat blanc à petits grains) angepflanzt werden.

## Geschichte
Im Testament von Fulrad, Abt der Abtei Saint-Denis, wird die Gegend um Bennwihr unter dem Namen Bebonovillare genannt. Es handelte sich um ein von Bebo gegründetes Gut. Die Lage Marckrain war früher unter dem Namen Markenrein bekannt.